# Dekeyseria brachyura
Dekeyseria brachyura és una espècie de peix de la família dels loricàrids i de l'ordre dels siluriformes. Poden assolir 16 cm de longitud total.
És un peix d'aigua dolça i de clima tropical que es troba a Sud-amèrica: conca del  riu Negro al Brasil.